# Zilpa
Zilpa (hebrejsky זִלְפָּה‎, Zilpa), přepisováno též jako Zelfa, je biblická postava, která byla služkou Ley, manželky Jákoba. Její jméno je vykládáno jako „Pohrdaná zde“ či „[ta] Nízkých úst“. Protože Lea přestala rodit děti a viděla, že její sestra Ráchel dala svou služku Bilhu jejich společnému muži Jákobovi za ženinu, dala i ona Jákobovi za ženinu svou služku Zilpu. Zilpa Jákobovi porodila dva syny, které Lea pojmenovala Gád a Ašer.